# Dukkemann

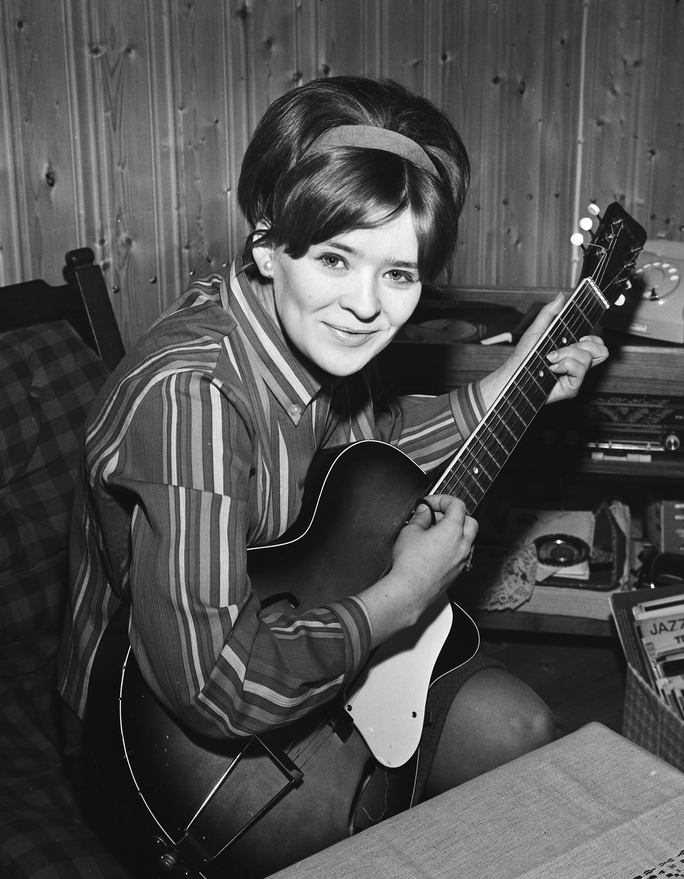
Kirsti Sparboe, intérprete de la canción, en 1967.

«Dukkemann» —en español: «Titiritero»— es una canción compuesta por Tor Hultin e interpretada en noruego por Kirsti Sparboe. Se lanzó como sencillo en 1967 mediante Triola. Fue elegida para representar a Noruega en el Festival de la Canción de Eurovisión de 1967 tras ganar la final nacional noruega, Melodi Grand Prix 1967.

## Festival de Eurovisión

### Melodi Grand Prix 1967
Esta canción participó en la final nacional para elegir al representante noruego del Festival de la Canción de Eurovisión de 1967, celebrada el 25 de febrero de ese año en el Centralteatret de Oslo. Fue presentada por Van Joigt. Diez jurados regionales se encargaron de la votación. Finalmente, la canción «Dukkemann», interpretada por Torill Ravnaas y Kirsti Sparboe, se declaró ganadora con 24 puntos.

### Festival de la Canción de Eurovisión 1967
Esta canción fue la representación noruega en el Festival de Eurovisión 1967. La orquesta fue dirigida por Øivind Bergh.
La canción fue interpretada 13.ª en la noche del 8 de abril de 1967 por Kirsti Sparboe, precedida por España con Raphael interpretando «Hablemos del amor» y seguida por Mónaco con Minouche Barelli interpretando «Boum Badaboum». Al final de las votaciones, la canción había recibido 2 puntos, quedando en 14.º puesto de un total de 17.
Kirsti Sparboe había representado al país anteriormente en 1965, y volvería a hacerlo en 1969, donde quedó en último puesto.
Fue sucedida como representación noruega en el Festival de 1968 por Odd Børre con «Stress».

## Letra
La canción es una balada, en la que la intérprete compara la vida con ser una marioneta. En ella describe a un títere que parece tener una visión un tanto cínica del mundo, solo para que luego sus cuerdas sean cortadas.

## Formatos
| Noruega - Disco de vinilo 7" |             |          |  |
| N.º                          | Título      | Duración |  |
| 1.                           | «Dukkemann» |          |  |
| 2.                           | «Skitur»    |          |  |

| Suecia - Disco de vinilo 7" |                          |          |  |
| N.º                         | Título                   | Duración |  |
| 1.                          | «Kär På Lek»             |          |  |
| 2.                          | «Sprattelman (Duckeman)» |          |  |

## Créditos
- Kirsti Sparboe: voz
- Tor Hultin: composición
- Ola B. Johannessen: letra
- Triola: compañía discográfica

Fuente:

## Historial de lanzamiento
| Región  | Fecha | Formato            | Discográfica | Ref.   |
| ------- | ----- | ------------------ | ------------ | ------ |
| Noruega | 1967  | Disco de vinilo 7" | Triola       | [ 1 ]  |
| Suecia  | 1967  | Disco de vinilo 7" | Sonet        | [ 14 ] |